# 104th Street (linea IND Fulton Street)
104th Street, conosciuta anche con il nome di 104th Street-Oxford Avenue, è una fermata della metropolitana di New York, situata sulla linea IND Fulton Street. Nel 2015 è stata utilizzata da 538 400 passeggeri.
È servita dalla linea A Eighth Avenue Express, sempre attiva.